# Kaylyn Kyle
Kaylyn McKenzie Kyle (Saskatoon, Saskatchewan, Canadà; 14 d'agost de 1983) és una futbolista canadenca. Juga com a migcampista i el seu equip actual és l'Orlando Pride de la National Women's Soccer League dels Estats Units.

## Clubs
| Club                 | País         | Any         |
| -------------------- | ------------ | ----------- |
| Vancouver Whitecaps  | Canadà       | 2006 - 2008 |
| Xiuliå IF            | Suècia       | 2009        |
| Vancouver Whitecaps  | Canadà       | 2010 - 2012 |
| Seattle Reign F.C.   | Estats Units | 2013        |
| Boston Breakers      | Estats Units | 2014        |
| Houston Dash         | Estats Units | 2014        |
| Portland Thorns F.C. | Estats Units | 2015        |
| Orlando Pride        | Estats Units | 2016 -      |

## Palmarès

### Campionats internacionals
| Títol         | Equip               | Seu     | Any  |
| ------------- | ------------------- | ------- | ---- |
| Jocs Olímpics | Selecció del Canadà | Londres | 2012 |